# 学際
学際（がくさい、英語：interdisciplinary）とは、研究などがいくつかの異なる学問分野にまたがって関わることである。

## 学問分野と学際
学問とは、知識や概念を体系立てて整理するものであり、内容の一貫性、整理あるいは理解のしやすさなどの観点から対象を限定して取り扱うのが一般的である。これが学問分野あるいは学問領域（Discipline）と呼ばれる。特に、教育においては、学問を比較的まとまった単位に分割することで、初学者の理解のしやすさは格段に向上する。また、学問の研究を行うにあたっても、特定の学問領域を背景として研究が進められることが多いが、このことは学問を分野ごとに分けるこのやり方が一定の機能を果たしていることを意味する。特に研究機関としての大学においては、教育機関としての役割から、研究者（教員）が教育を担当する学問分野ごとのグループに分かれて所属しているが、これが研究グループにもなっている場合が多く、従来の学問分野の範疇に収まった研究が行われる土壌になっている。
一方、最先端の研究の進展の方向性を考えるとき、従来とは異なった観点、発想、手法、技術などが新たな成果を生み出す例は非常に多い。これは従来はあまり結びつかなかった複数の学問分野にわたって精通している研究者や、複数の学問分野の研究者らが共同で研究に当たる、などによってもたらされる。これが学際的研究と呼ばれる。その学際的研究が発展すれば、場合によってはその後、それは体系立てられた知識として整理され、新たな学問分野を形成する可能性があるが、そうなった時点では、その研究は学際的な研究とはいえなくなる。
なおこのように新たに形成されつつある学問分野を境界領域と呼ぶ。

## 分類
赤司によると、学際的研究はその発展段階から以下のように分類できる。
| Trans-disciplinary | 既存の学問体系の枠組みが崩れ、新しい学問体系が生じる |
| Cross-disciplinary | 複数の学問体系に及ぶ新しい専門分野が生じる           |
| Inter-disciplinary | 複数の学問体系の共同作業により、新たな知を共有する   |
| Multi-disciplinary | 複数の学問体系が共同で研究を行う                     |

## 学際領域の研究評価
こういった学際的研究の成果が大きいことは常に認識されているが、日本においては必ずしも学際的な研究がしやすい環境にはなっていない。上述の組織の面に加え、研究費獲得の面でも、その研究を評価するべきその道のプロが存在しないため、一定の成果が上がるまでは評価を受けにくい。科学技術システムのうち研究助成システム（ファンディングエージェンシー）における学際研究助成を阻害する要因をいくつかまとめる。
学際領域の研究助成の阻害要因
- 複数分野の研究者による学際研究チーム体制の構築が難しく研究機関から質・量ともに十分な研究申請書(プロポーザル)が集まらない。
- 大規模審査チームによる審査が必要な為、審査コストが比較的高くなること。
- 専門家による評価の限界により学際研究の成果を十分に評価できず、結果的に学際研究に対する研究助成プログラム全体が低評価につながる可能性があること。

また、世界的に見ても、実際に多分野の専門家が参加して学際的なアプローチを実施した評価調査は非常に少ない。
数少ない例の1つとして「JICAインドネシア母子手帳プロジェクト」の学際的調査があげられる。対象のプロジェクトは1998年から2003年にかけて行われ、2004年8月にその調査がインドネシア中部ジャワ州で行われた。参加した研究者は中村安秀ら日本人8名とインドネシア人2名であった。彼らの方法は以下のようなものであった。
1. 調査前には、全員が参加し、評価調査デザインを策定
2. 期間中のインタビューは分担研究員全員が同席の元に行い、その後、各自が個別の関心から聞き取り
3. 1台のマイクロバスに同乗し、同じ宿舎に泊まり、行程も同じ
4. 訪問先は、州衛生局、病院、保健所、助産院、ポシアンドゥなど
5. インタビュー調査後、学際的研究と質問調査の最終版を確定

この調査では2つの優れたアプローチがなされていた。
「呉越同舟」アプローチ
- 異なった専門用語を使用している自然科学・人文科学・社会科学分野の協同
- 全行程を同行し、すべてのイベントを共有体験する「完全な共同」フィールド調査
- 参加者全員が、意見を交換し、議論を共有する場を確保

ピンポイント・アプローチ
- 焦点を絞った学際的研究により、途上国の多様なリアリティーを複合的に捉え、多面的に解釈し、包括的な戦略を提示することができる（多様で複雑、かつ膨大な対象を多面的に分析することは実質的に困難である）。